# Lafaele Moala
Lafaele Moala (ur. 22 lipca 1982) – tongański piłkarz, grający na pozycji ofensywnego pomocnika lub napastnika w latach 2003 - 2017.

## Kariera klubowa

### Lotohaʻapai United
Karierę piłkarską rozpoczął w 2003 roku w drużynie Lotohaʻapai United.

### Veitongo FC
W 2015 roku przeszedł do Veitongo FC. W 2017 zakończył karierę.

## Kariera reprezentacyjna
W 2003 debiutował w narodowej reprezentacji Tonga. Rozegrał 17 meczów, w których strzelił jednego gola.